# آی‌اواس ۱۶
آی‌اواس ۱۶ (انگلیسی: iOS 16)، شانزدهمین نسخه از سیستم عامل موبایل آی‌اواس است که توسط اپل توسعه یافته و جانشین آی‌اواس ۱۵ است. این سیستم عامل برای آیفون استفاده می شود. این نسخه در کنفرانس جهانی توسعه‌دهندگان اپل در تاریخ ۶ ژوئن ۲۰۲۲ به عنوان جانشین آی‌اواس ۱۵ معرفی گردید. نسخه عمومی آی‌اواس ۱۶ در سپتامبر ۲۰۲۲ منتشر شد. و ای او اس ۱۷

## تاریخچه
نخستین نسخه بتای توسعه دهنده آی‌اواس ۱۶ در ۶ ژوئن ۲۰۲۲ منتشر گردید.

### به‌روزرسانی
به‌روزرسانی‌ها معمولاً به شکل اتومات انجام می‌گیرند ولی برای تسریع دریافت به‌روزرسانی یا اگر به‌روزرسانی اتومات را خاموش کرده‌اید، یا به هر دلیل دیگر که نیاز به به‌روزرسانی دستی به نسخه تازه است می‌توانید پس از اتصال دستگاه خود به اینترنت وای-فای (Wi-Fi) به تنظیمات دستگاه (Settings) مراجعه و در بخش جنرال (General) سربرگ آپدیت نرم‌افزار (Software Update)، آخرین نسخه به‌روزرسانی شده آی‌اواس قابل نصب بر روی دستگاه تان را به‌رایگان دریافت کنید.
|  | نسخه پیشین |  | نسخه کنونی |  | نسخه بتا کنونی |  | پاسخ امنیتی |

| نسخه     | شماره ساخت | اسم رمز | تاریخ عرضه      | یادداشت                          |
| -------- | ---------- | ------- | --------------- | -------------------------------- |
| ۱۶٫۰     | 20A357     | Sydney  | ۱۲ سپتامبر ۲۰۲۲ | یادداشت های انتشار محتوای امنیتی |
| ۱۶٫۰     | 20A362     | Sydney  | ۱۲ سپتامبر ۲۰۲۲ | یادداشت های انتشار محتوای امنیتی |
| ۱۶٫۰٫۱   | 20A371     | Sydney  | ۱۴ سپتامبر ۲۰۲۲ | یادداشت های انتشار               |
| ۱۶٫۰٫۲   | 20A380     | Sydney  | ۲۲ سپتامبر ۲۰۲۲ | یادداشت های انتشار               |
| ۱۶٫۰٫۳   | 20A392     | Sydney  | ۱۰ اکتبر ۲۰۲۲   | یادداشت های انتشار محتوای امنیتی |
| ۱۶٫۱     | 20B82      | SydneyB | ۲۴ اکتبر ۲۰۲۲   | یادداشت های انتشار محتوای امنیتی |
| ۱۶٫۱٫۱   | 20B101     | SydneyB | ۹ نوامبر ۲۰۲۲   | یادداشت های انتشار محتوای امنیتی |
| ۱۶٫۱٫۲   | 20B110     | SydneyB | ۳۰ نوامبر ۲۰۲۲  | یادداشت های انتشار محتوای امنیتی |
| ۱۶٫۲     | 20C65      | SydneyC | ۱۳ دسامبر ۲۰۲۲  | یادداشت های انتشار محتوای امنیتی |
| ۱۶٫۳     | 20D47      | SydneyD | ۲۳ ژانویه ۲۰۲۳  | یادداشت های انتشار محتوای امنیتی |
| ۱۶٫۳٫۱   | 20D67      | SydneyD | ۲۳ فوریه ۲۰۲۳   | یادداشت های انتشار محتوای امنیتی |
| ۱۶٫۴     | 20E247     | SydneyE | ۲۷ مارس ۲۰۲۳    | یادداشت های پخش محتوای امنیتی    |
| ۱۶٫۴٫۱   | 20E252     | SydneyE | ۷ آپریل ۲۰۲۳    | یادداشت های پخش درونمایه امنیتی  |
| ۱۶٫۵ بتا | 20F5028e   | SydneyF | ۲۸ مارس ۲۰۲۳    | یادداشت های گسترش                |

مشاهده سایت رسمی اپل؛ یادداشت های انتشار, و بروزرسانی محتوای امنیتی.
1. ↑  نصب بر روی آیفون ۱۴ اورجینال از کارخانه
2. ↑  تنها برای مدل های آیفون ۱۴

واژه‌ها
نسخه بتا (Beta): نسخهٔ بتا نسخه ای از نرم‌افزار بوده که به‌شکل کامل توسعه داده شده، ولی هنوز به‌طور کامل آزمایش نشده‌است. این نسخه، نسخه‌ای نزدیک به نسخهٔ پایانی است و از آن برای گرفتن بازخورد از مشتریان برای بهبود کیفیت نرم‌افزار استفاده می‌شود.
نسخه آرسی (RC): این نسخه معمولاً آخرین نسخه از یک بخش نرم‌افزار در مرحله بتا برای توسعه دهندگان است. و به‌طور معمول آخرین نسخه بتا پیش از انتشار اصلی می‌باشد. تا پیش از نسخه آی‌اواس ۱۴٫۲، اپل واژه‌های (Golden Master (GM را بکار می‌برد ولی پس از آن این نسخه از نرم‌افزار را به Release Candidate (نامزد انتشار) نام گردانی کرد.